# Ornebius alatus
Ornebius alatus är en insektsart som först beskrevs av Henri Saussure 1877.  Ornebius alatus ingår i släktet Ornebius och familjen Mogoplistidae. Inga underarter finns listade i Catalogue of Life.